# Saint-Laurent-en-Royans
Pour les articles homonymes, voir Saint-Laurent.
Saint-Laurent-en-Royans est une commune française située dans le département de la Drôme, en région Auvergne-Rhône-Alpes.

## Géographie
La commune qui relève de la communauté de communes du Royans-Vercors, est traversée par le 45e parallèle nord, est de ce fait située à égale distance du pôle Nord et de l'équateur terrestre (environ 5 000 km).

### Localisation
Saint-Laurent-en-Royans est située à 30 km à l'est de Romans-sur-Isère.

### Relief et géologie
- La « reculée des Grands Goulets » est un site géologique remarquable de 1 645,95 hectares, parcouru par la Vernaison, qui se trouve sur les communes de Châtelus (au lieu-dit Grands Goulets), La Chapelle-en-Vercors, Échevis, Sainte-Eulalie-en-Royans, Saint-Julien-en-Vercors, Saint-Laurent-en-Royans, Saint-Martin-en-Vercors et Pont-en-Royans. En 2014, elle est classée à l'« Inventaire du patrimoine géologique »[1].
- Montagne de l'Arp[2].
- La Roche des Arnauds (à ne pas confondre avec la commune du même nom située dans le département voisin des Hautes-Alpes), à 1 408 m d'altitude, point culminant de la commune.

### Hydrographie
- Source du Cholet[2].

### Climat
Pour des articles plus généraux, voir Climat d'Auvergne-Rhône-Alpes et Climat de la Drôme.
En 2010, le climat de la commune est de type climat océanique altéré, selon une étude du Centre national de la recherche scientifique s'appuyant sur une série de données couvrant la période 1971-2000. En 2020, Météo-France publie une typologie des climats de la France métropolitaine dans laquelle la commune est exposée à un climat de montagne ou de marges de montagne et est dans la région climatique  Alpes du nord, caractérisée par une pluviométrie annuelle de 1 200 à 1 500 mm, irrégulièrement répartie en été.
Pour la période 1971-2000, la température annuelle moyenne est de 12 °C, avec une amplitude thermique annuelle de 17,7 °C. Le cumul annuel moyen de précipitations est de 1 076 mm, avec 8,9 jours de précipitations en janvier et 6 jours en juillet. Pour la période 1991-2020, la température moyenne annuelle observée sur la station météorologique de Météo-France la plus proche, « Saint-Jean-en-Royans », sur la commune de Saint-Jean-en-Royans à 3 km à vol d'oiseau, est de 12,3 °C et le cumul annuel moyen de précipitations est de 1 136,1 mm,. Pour l'avenir, les paramètres climatiques de la commune estimés pour 2050 selon différents scénarios d'émission de gaz à effet de serre sont consultables sur un site dédié publié par Météo-France en novembre 2022.

## Urbanisme

### Typologie
Au 1er janvier 2024, Saint-Laurent-en-Royans est catégorisée bourg rural, selon la nouvelle grille communale de densité à 7 niveaux définie par l'Insee en 2022.
Elle est située hors unité urbaine et hors attraction des villes,.

### Occupation des sols
L'occupation des sols de la commune, telle qu'elle ressort de la base de données européenne d’occupation biophysique des sols Corine Land Cover (CLC), est marquée par l'importance des forêts et milieux semi-naturels (73,9 % en 2018), une proportion sensiblement équivalente à celle de 1990 (73,8 %). La répartition détaillée en 2018 est la suivante : 
forêts (68,9 %), zones agricoles hétérogènes (10,5 %), terres arables (6,7 %), prairies (4,6 %), espaces ouverts, sans ou avec peu de végétation (3,9 %), zones urbanisées (2,7 %), cultures permanentes (1,7 %), milieux à végétation arbustive et/ou herbacée (1,1 %). L'évolution de l’occupation des sols de la commune et de ses infrastructures peut être observée sur les différentes représentations cartographiques du territoire : la carte de Cassini (XVIIIe siècle), la carte d'état-major (1820-1866) et les cartes ou photos aériennes de l'IGN pour la période actuelle (1950 à aujourd'hui).

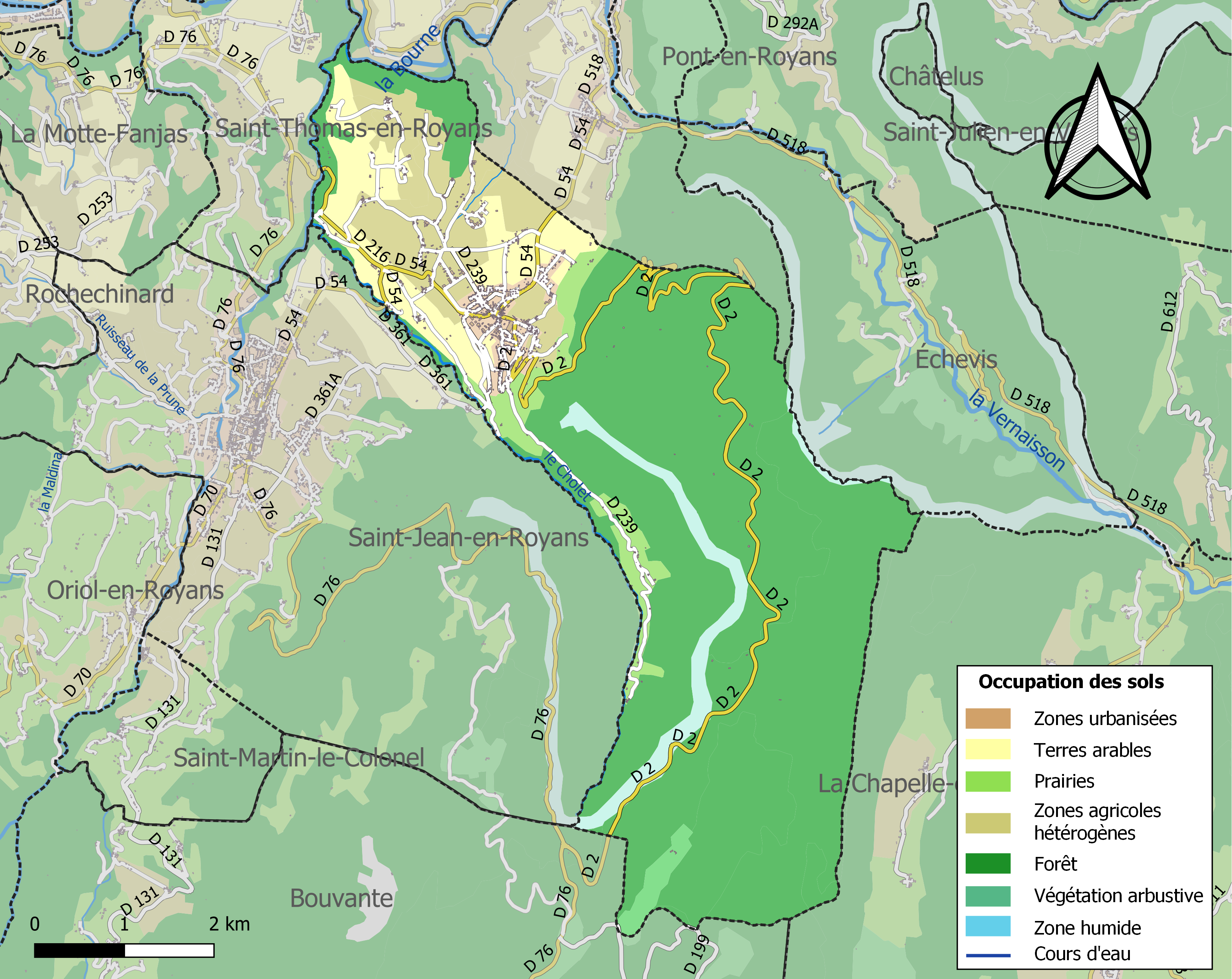
Carte des infrastructures et de l'occupation des sols de la commune en 2018 (CLC).

## Toponymie

### Attestations
- 1086 : ecclesia Sancti Laurentii de pago Royano (cartulaire de Romans, 161)[14].
- 1313 : domus Sancti Laurencii in Royanis (Inventaire des dauphins, 219)[14].
- 1314 : domum Sancti Laurencii in Roanis, que fuit condam Militie Templi (archives de l'Isère, B 2704)[15].
- XIVe siècle: preceptoria de Royano (parcellaire)[14].
- 1449 : mention de la paroisse : ecclesia Sancti Laurentii in Royanis (pouillé hist.)[14].
- 1662 : Sainct Laurans en Rouyans (parcellaire)[14].
- 1662 : preceptoria de Royano (parcellaire)[14].
- 1789 : Saint Laurans en Roïans (Instr. pour les communautés)[14].
- 1793 : Montagne de Larps [appellation révolutionnaire][14].
- 1891 : Saint-Laurent-en-Royans, commune du canton de Saint-Jean-en-Royans[14].

## Histoire

### Protohistoire
Territoire de la tribu gauloise des Voconces.Vers 500 avant J.-C., les Celtes déferlent dans la vallée du Rhône. Témoin d'affrontements, un guerrier a été enterré, au début du IVe siècle,à Saint-Laurent-en-Royans, avec son épée de fer.

### Antiquité: les Gallo-romains

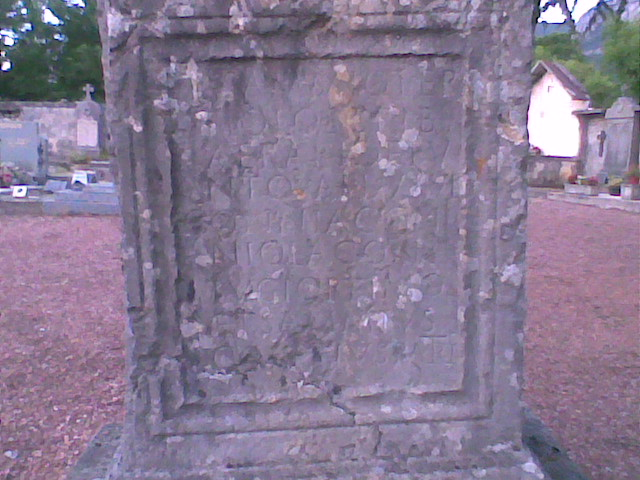
Cippe gallo-romain.

- Présence gallo-romaine : sarcophages, pierre tombale avec inscription, ascia[2].
- À l'entrée du cimetière se trouve un pilier quadrangulaire portant des inscriptions latines. Il s'agit d'un cippe funéraire datant du IIe siècle. Plus massif qu'une stèle, il fait office de pierre tombale et d'autel. Des plantes occupent le creux aménagé dans la pierre pour recevoir les offrandes.

On peut y lire l'épitaphe : « T(ito) Sammio Ter / tiolo scrib(ae) / aerarii defu / ncio ann(orum) XXVI / Connia Con / niola con / iugi optimo / et Sammius / Connius patri. », ce qui signifie : « À Titus Sammius Tertiolus, employé aux écritures de l’aerarium (trésor public), mort à vingt-six ans, Connia Conniola à son excellent mari et Sammius Connius à son père. » (Numéro du petit patrimoine : 26311_1)[réf. nécessaire].

### Du Moyen Âge à la Révolution
La seigneurie :
- Possession des dauphins du Viennois puis, au XIIIe siècle, des évêques de Die[2].
- Au point de vue féodal, Saint-Laurent-en-Royans faisait partie du marquisat du Pont-en-Royans (voir Le Royans)[14].
- Le commandeur y avait quelques droits seigneuriaux qu'il tenait en fief des dauphins[14].

1652 (démographie) : il y a 134 chefs de famille.
Avant 1790, Saint-Laurent-en-Royans était une communauté de l'élection et subdélégation de Valence et du bailliage de Saint-Marcellin.

Elle formait une paroisse du diocèse de Die. Son église dépendait premièrement de l'abbaye de Romans, puis d'une commanderie de l'ordre de Saint-Jean de Jérusalem établie dans cette paroisse dès le XIVe siècle et unie, dès le début du XVIIe siècle à celle de Saint-Vincent de Charpey qui fut elle-même unie à celle de Valence et dont le titulaire était collateur et décimateur dans la paroisse de Saint-Laurent-en-Royans.

### De la Révolution à nos jours
En 1790, la commune fait partie du canton de Saint-Jean-en-Royans.

## Politique et administration

### Liste des maires
| Période                                  | Période   | Identité         | Étiquette | Qualité |
| ---------------------------------------- | --------- | ---------------- | --------- | ------- |
| Les données manquantes sont à compléter. |           |                  |           |         |
| mars 2014                                | mars 2020 | Claude Belle     | SE        |         |
| mai 2020                                 | En cours  | Olivier Beraldin | SE        |         |

## Population et société

### Démographie
L'évolution du nombre d'habitants est connue à travers les recensements de la population effectués dans la commune depuis 1793. Pour les communes de moins de 10 000 habitants, une enquête de recensement portant sur toute la population est réalisée tous les cinq ans, les populations de référence des années intermédiaires étant quant à elles estimées par interpolation ou extrapolation. Pour la commune, le premier recensement exhaustif entrant dans le cadre du nouveau dispositif a été réalisé en 2006.

En 2022, la commune comptait 1 383 habitants, en évolution de −0,58 % par rapport à 2016 (Drôme : +2,64 %, France hors Mayotte : +2,11 %).
| 1793  | 1800 | 1806  | 1821  | 1831  | 1836  | 1841  | 1846  | 1851  |
| ----- | ---- | ----- | ----- | ----- | ----- | ----- | ----- | ----- |
| 1 094 | 976  | 1 195 | 1 067 | 1 175 | 1 240 | 1 208 | 1 244 | 1 212 |

| 1856  | 1861  | 1866  | 1872  | 1876  | 1881  | 1886  | 1891  | 1896  |
| ----- | ----- | ----- | ----- | ----- | ----- | ----- | ----- | ----- |
| 1 132 | 1 096 | 1 118 | 1 098 | 1 058 | 1 052 | 1 133 | 1 096 | 1 122 |

| 1901  | 1906 | 1911 | 1921 | 1926 | 1931 | 1936 | 1946 | 1954 |
| ----- | ---- | ---- | ---- | ---- | ---- | ---- | ---- | ---- |
| 1 042 | 971  | 938  | 813  | 867  | 915  | 909  | 831  | 916  |

| 1962 | 1968  | 1975  | 1982  | 1990  | 1999  | 2006  | 2011  | 2016  |
| ---- | ----- | ----- | ----- | ----- | ----- | ----- | ----- | ----- |
| 864  | 1 032 | 1 110 | 1 137 | 1 330 | 1 218 | 1 315 | 1 327 | 1 391 |

| 2021  | 2022  | - | - | - | - | - | - | - |
| ----- | ----- | - | - | - | - | - | - | - |
| 1 396 | 1 383 | - | - | - | - | - | - | - |

### Enseignement
La commune relève de l'académie de Grenoble.

### Manifestations culturelles et festivités
- Fête patronale : troisième dimanche après Pâques[2].
- Fête communale : second dimanche d'août[2].

#### Loisirs
- Randonnées[2].
- Pêche et chasse[2].

### Médias

#### Presse écrite
Le quotidien régional historique des Alpes tirant à grand tirage est Le Dauphiné libéré. Celui-ci consacre, chaque jour, y compris le dimanche, dans son édition locale, un ou plusieurs articles à l'actualité du village, ainsi que des informations sur les éventuelles manifestations locales, les travaux routiers, et autres événements divers à caractère local au niveau de la commune de Saint-Martin-en-Vercors.
Il existe aussi d'autres journaux, comme les hebdomadaires L'Agriculture Drômoise et  Drôme Hebdo (anciennement Peuple libre).

#### Presse audiovisuelle
Ici Drôme Ardèche est une radio publique diffusée sur tout le territoire du département de la Drome.

## Économie
En 1992 : bois, pâturages (bovins, ovins), vergers (fruits), céréales, porcins.
- Produits locaux : ravioles, morilles, écrevisses[2].

### Tourisme
- Station climatique d'été[2].

## Culture locale et patrimoine

### Lieux et monuments
- La Bâtie construit au XIVe siècle sur une éminence isolée, abandonné au XVIIIe siècle[réf. nécessaire].
- Chapelle de l'hospice[2].
- Église Saint-Laurent de Saint-Laurent-en-Royans du XIXe siècle[2].
- Fontaine[2].
- Viaduc du Cholet[2],[21].
- Statue de la Vierge à l'Enfant sur la colline de l'Abe (ancienne motte féodale), détruite en février 2016 par la foudre[réf. nécessaire].
- L'ours sur la place de l'église[réf. nécessaire].

#### Le monastère orthodoxe Saint-Antoine-le-Grand

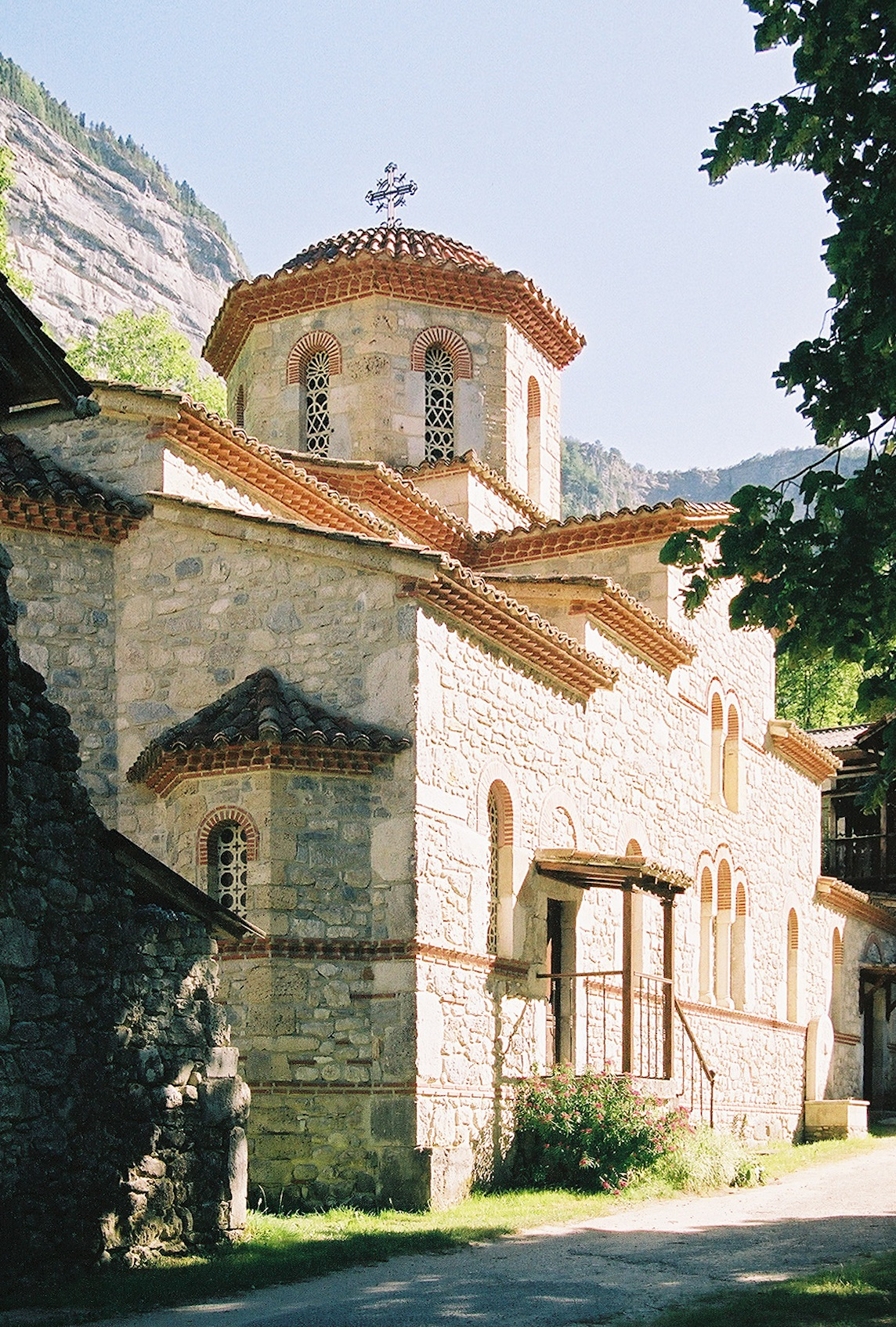
Monastère orthodoxe Saint-Antoine-le-Grand.

Le monastère orthodoxe Saint-Antoine-le-Grand (ru) se trouve dans la reculée de Combe Laval. De culte orthodoxe, il est une dépendance du monastère Simonos Petras (Mont Athos). Il est dirigé par l'archimandrite Placide Deseille, traducteur et écrivain spirituel. Les fresques murales sont l’œuvre de Yaroslav et Galina Dobrynine.

### Patrimoine culturel
- Artisanat d'art : sculpture sur bois[2].

### Patrimoine naturel
- Parc naturel régional du Vercors[2].
- Forêts domaniales de Côte-Belle et de la Sapine[2].
- Site naturel exceptionnel du cirque de Combe Laval, situé entre le massif du Vercors et la dépression du Royans : les falaises qui enserrent la Combe Laval se referment à l'amont, au col de la Machine, en un large cirque, superbe exemple de « reculée ». La route de Combe Laval (départementale D 76), taillée à flanc de falaise, est spectaculaire et domine la vallée à plus de 800 mètres. Le cirque de Combe Laval et le col de la Machine, qui dominent le sud-ouest de la commune, sont en fait situés sur le territoire de la commune voisine de Saint-Jean-en-Royans. On peut y accéder depuis le sud de la commune par la route départementale D 2 entrant sur quelques centaines de mètres dans la commune de Bouvante, en reprenant alors la D 76 vers le nord et Saint-Jean-en-Royans, ou continuer vers le sud-ouest pour contourner le cirque par le sud afin de traverser la réserve biologique intégrale du Val-Sainte-Marie et rejoindre alors par de petites routes en lacets les villages de Bouvante, Saint-Martin-le-Colonel et Saint-Jean-en-Royans[réf. nécessaire].
- Vues des rochers de Laval sur la Combe-Laval[2].
- Grottes[2].
- Fleurs sauvages[2].

### Personnalités liées à la commune

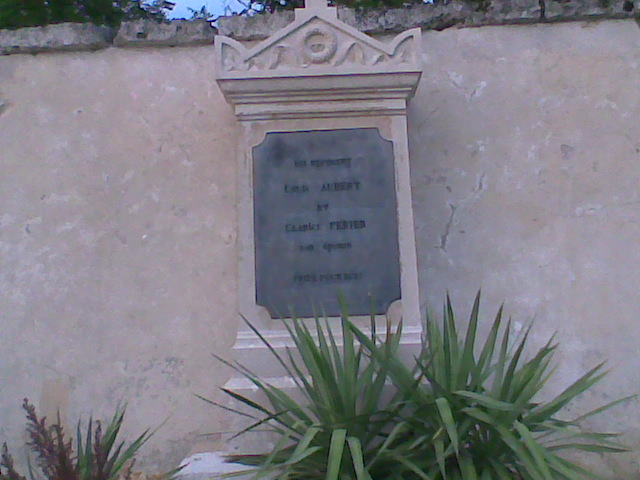
La tombe Aubert

- Suzanne Aubert (1835-1926) dont les parents ont vécu à Saint-Laurent-en-Royans, au château du Cholet. On peut voir leur tombe dans le cimetière. Suzanne Aubert a été surnommée la « Mère Teresa » de Nouvelle-Zélande[23].
- Paul-Jacques Bonzon (1908-1978), originaire du département de la Manche, rejoint la Drôme en 1935, il y effectuera toute sa carrière. D'abord nommé à Espeluche en 1937, il est affecté à Chabeuil où il reste jusqu'en 1949 avant de s'installer à Saint-Laurent avec son épouse.

### Héraldique, logotype et devise
|  | Saint-Laurent-en-Royans possède des armoiries dont l'origine et le blasonnement exact ne sont pas disponibles. |